# Érico Castro
Érico Roberto Mendes Alves Castro (* 21. September 1992 in Oeiras) ist ein portugiesisch-angolanischer Fußballspieler.

## Verein
Von 2011 bis 2021 war Castro in unterklassigen portugiesischen Ligen aktiv, ehe er zum Erstligisten Atlético Petróleos de Luanda nach Angola wechselte. Dort gewann er das Double aus Meisterschaft und Pokal und ging dann im Sommer 2022 weiter zum FC Differdingen 03 in die luxemburgische BGL Ligue. Auch bei diesem Verein konnte er die gleichen Titel erneut feiern. Dann folgten die beiden slowenischen Erstligisten NK Maribor und NK Rogaška, bei letzterem gewann er wieder den nationalen Pokal. Seit dem 6. August 2024 steht Castro nun beim Drittligisten AD Fafe in Portugal unter Vertrag.

## Nationalmannschaft
Am 8. und 11. Oktober 2021 bestritt Castro zwei WM-Qualifikationsspiele für die angolanische A-Nationalmannschaft gegen Gabun. Bei der ersten Partie im heimischen Benguela (3:1) wurde er in der 82. Minute für Zine eingewechselt, beim zweiten Spiel auswärts in Franceville (0:2) kam Castro in der 70. Minute für Lépua auf das Feld.

## Erfolge
- Angolanischer Meister: 2022
- Angolanischer Pokalsieger: 2022
- Luxemburgischer Pokalsieger: 2023
- Luxemburgischer Meister: 2024
- Slowenischer Pokalsieger: 2024